# Franciavágás vasútállomás
Franciavágás vasútállomás egy személyforgalmat ma már nem bonyolító vasútállomás, melyet a MÁV üzemeltetett a Veszprém vármegyei Ugod településen. Az állomás a névadó külterületi településrész mellett létesült, közúti elérését a 8301-es útból kiágazó 83 306-os számú mellékút teszi lehetővé.

## Története
Az állomás a vasútvonallal együtt nyílt meg, 1902 szeptemberében. Egy major mellett, külterületen épült, így személyforgalma mindig alacsony volt. 1911-ben Dióspuszta felől kisvasúti csatlakozása épült. 1915-ben az állomást még jobban kiépítették, hogy a Franciavágás és Pápateszér között létesített 40 ezer fős hadifogolytábort ki tudja szolgálni.
A 2007-es kormányzati vasútbezárási hullámnak Franciavágás is áldozatául esett. Személyforgalmát megszüntették, épületét lezárták, biztosítóberendezéseit üzemen kívül helyezték, fényjelzőit érvénytelenítették. Az állomás azonban nem szűnt meg, továbbra is rendszeresen bonyolította a közeli erdészet iparvágányának kiszolgálását. A 2010-es években heti rendszerességgel látogatták tehervonatok, amelyek a közeli erdészetben kitermelt fát szállították el.

## Vasútvonalak
Az állomást az alábbi vasútvonalak érintették:
- Franciavágási Erdei Vasút
- Környe–Pápa-vasútvonal

## Kapcsolódó állomások
A vasútállomáshoz az alábbi állomások vannak a legközelebb:
- Pápateszér vasútállomás (Tatabánya vasútállomás, Környe–Pápa-vasútvonal)
- Ugod vasútállomás (Tatabánya vasútállomás, Környe–Pápa-vasútvonal)